# Saint-Benoist-sur-Mer
Saint-Benoist-sur-Mer é uma comuna francesa na região administrativa da Pays de la Loire, no departamento de Vendéia. Estende-se por uma área de 15,53 km². Em 2010 a comuna tinha 493 habitantes (densidade: 31,7 hab./km²).